# الخط 6 لمترو باريس
الخط 6 لمترو باريس (بالفرنسية: Ligne 6 du métro de Paris) هو الخط السادس من مجموعة خطوط مترو باريس الستة عشر. يقع في باريس في فرنسا. افتتح في 1909. يحيط بالجزء الجنوبي من العاصمة الفرنسية باريس، بين محطة شارل ديغول - إتوال ومحطة ناسيون.

بين 1900 و1906، كان جزء من الخط يربط بين إتوال وساحة إيطاليا تحت اسم 2 جنوب أو الدائري الجنوبي، قبل أن يتم تضمينه لسنوات عدة مع الخط 5، وذلك حتى فتح الجزء الرابط بين ساحة إيطاليا وناسيون في 1909 وذلك مباشرة تحت اسم الخط 6.

طول الخط 13.6 كم منهم 6.1 كم فوق الأرض أي 45% من طوله. منذ سنة 1974 تم تزويده بخاصية مترو على عجلات. يعدّ الخط من أحسن خطوط مترو باريس بسبب المناظر التي يمر بها وهي من أشهر الأماكن في العاصمة. مع 104 مليون مسافر في 2009، يقع الخط في المرتبة السادسة في أكثر خطوط مترو باريس استعمالا.

## التاريخ

### التسلسل الزمني
- 20 أبريل 1896: المجلس البلدي في باريس يتبنى مشروع شبكة فولجونس بيانفينو (Fulgence Bienvenüe).
- 30 مارس 1898: إعلان المنفعة العامة لأولى ست خطوط لمترو باريس.
- 2 أكتوبر 1900: فتح الجزاء الرابط بين إتوال وتروكاديرو كجزء من الخط 1.
- 5 نوفمبر 1903: التمديد حتى محطة باسي، وبدأ يحمل اسم الخط 2 جنوب أو الدائري الجنوبي (مخالفة للخط 2 شمال وهو حاليا الخط 2).
- 24 أبريل 1906: التمديد جنوبا حتى محطة ساحة إيطاليا.
- 14 أكتوبر 1907: الدمج بين الخط 5 و2 جنوب. هذه التسمية الأخيرة تلغى نهائيا لصالح الخط 5 أين يصبح يربط بين إتوال - ساحة إيطاليا - غار دو نور.
- 1 مارس 1909: فتح الخط ساحة إيطاليا - ناسيون، وذلك تحت اسم الخط 6.
- 6 أكتوبر 1942: تغيير الجزاء الرابط بين ساحة إيطاليا - إتوال من الخط 5 إلى الخط 6. هذا الأخير يحمل مخطته من ذلك الوقت إلى الآن.
- يوليو 1974: تم تزويد الخط بآلات مترو على عجلات ومن نوع أم بي 73.
- نوفمبر 2007: نظام المعلومات عبر الإنترنت تم إدخاله للخط 6.

## التخطيط والمحطات

### قائمة المحطات
|                       | المحطة                    | البلدية                                  | الخطوط والشبكات المتصلة |
| --------------------- | ------------------------- | ---------------------------------------- | ----------------------- |
|                       | شارل ديغول - إتوال        | باريس (الدائرة 8 و16 و17)                |                         |
| كليبار                | باريس (الدائرة 16)        |                                          |                         |
| بواسيار               | باريس (الدائرة 16)        |                                          |                         |
| تروكاديرو             | باريس (الدائرة 16)        |                                          |                         |
| باسي                  | باريس (الدائرة 16)        |                                          |                         |
| بير حكيم برج إيفل     | باريس (الدائرة 15)        |                                          |                         |
| دوبلاكس               | باريس (الدائرة 15)        |                                          |                         |
| لا موت بيكيه - غرونال | باريس (الدائرة 15)        |                                          |                         |
| كامبرون               | باريس (الدائرة 15)        |                                          |                         |
| سافر - لوكورب         | باريس (الدائرة 15)        |                                          |                         |
| باستور                | باريس (الدائرة 15)        |                                          |                         |
| مونبارناس - بيانفونو  | باريس (الدائرة 6 و14 و15) | TER سانتر TER باس نورماندي الخطوط الكبرى |                         |
| إدغار كينيه           | باريس (الدائرة 14)        |                                          |                         |
| راسباي                | باريس (الدائرة 14)        |                                          |                         |
| دانفار - روشرو        | باريس (الدائرة 14)        |                                          |                         |
| سان جاك               | باريس (الدائرة 14)        |                                          |                         |
| غلاسيار               | باريس (الدائرة 13)        |                                          |                         |
| كورفيسار              | باريس (الدائرة 13)        |                                          |                         |
| ساحة إيطاليا          | باريس (الدائرة 13)        |                                          |                         |
| ناسيونال              | باريس (الدائرة 13)        |                                          |                         |
| شوفالريه              | باريس (الدائرة 13)        |                                          |                         |
| كيه دو لا غار         | باريس (الدائرة 13)        |                                          |                         |
| برسي                  | باريس (الدائرة 12)        | TER بورغوني الخطوط الكبرى                |                         |
| دوغومييه              | باريس (الدائرة 12)        |                                          |                         |
| دومينيل فيلكس إيبويه  | باريس (الدائرة 12)        |                                          |                         |
| بال أر                | باريس (الدائرة 12)        |                                          |                         |
| بيكبو كورتولين        | باريس (الدائرة 12)        |                                          |                         |
| ناسيون                | باريس (الدائرة 11 و12)    |                                          |                         |

## السياحة
45% من الخط فوق الأرض، لذلك يسمح برؤية عدة أماكن مشهورة من باريس، وعند مروره فوق جسر بير حكيم، يمكن رؤية برج إيفل، قصر شايو، ساعة كنيسة سان أوغوستان دو باريس، قبة القصر الكبير، برج مونبارناس، قبة ليزانفاليد، حي مونمارتر، ومن الجهة الأخرى دار الراديو، جزيرة البجع، حي بوغرونال. قبل محطة برسي يمكن رؤية مبنى وزارة الاقتصاد والمالية الكبير، ومكتبة فرنسا الوطنية، وجزء صغير من كاتدرائية نوتردام دو باري.

يوصل الخط لعدة أماكن كذلك وهي:
- ساحة شارل ديغول التي إحدى شوارعها الشانزلزيه، ويتوسطها قوس النصر.
- ساحة تروكاديرو.
- برج إيفل وشامب دي مارس.
- برج مونبارناس والمركز التجاري الذي يحمل نفس الاسم.
- مقر تحرير صحيفة لوموند (شارع أوغوست بلونكي).
- ساحة إيطاليا وحي بوت أو كاي.
- وزارة الاقتصاد والمالية وبيرسي أرينا ومنتزه برسي.
- ساحة ناسيون.

## في السينما
- 1975: بار سور لا فيل: المفوض جان لاتولييه، الذي يقوم بدوره جان بول بلموندو، قام برحلة بين محطة مونبارناس بيانفونو وباسي على أحد قطارات الخط.
- 2009: 7.57 أي أم - بي أم: في هذا الفيلم القصير، عازف الكمان رونو كابوسون، عزف على أحد محطات الخط، قطعة موسيقية على أدوات ستراديفاريوس.

## مقالات ذات صلة
- تطوير محطات مترو باريس
- قائمة محطات مترو باريس
- النقل العام في إيل دو فرانس
- باريس

## روابط خارجية
- الموقع الرسمي للهيئة الذاتية للنقل في باريس.